# Pierre Villey
Pour les autres membres de la famille, voir famille Villey.
Pierre Louis Joseph Villey-Desmeserets, ou Pierre Villey, né le 15 octobre 1879 à Caen et mort le 24 octobre 1933 à Evreux, normalien, est un universitaire français, professeur à la faculté des lettres de Caen, spécialiste de la littérature française du XVIe siècle, secrétaire général de l'Association Valentin Haüy.

## Biographie
Pierre est le fils d'Edmond Villey (1848-1924), économiste, doyen de la faculté de droit de Caen, et le frère de Jean Villey (1885-1948), physicien, professeur à la faculté des sciences de Paris, et d'Achille Villey (1878-1955), préfet de la Seine.
Devenu aveugle à 4 ans, Pierre Villey effectue des études avancées malgré sa cécité. Après un passage au lycée Malherbe de Caen, il poursuit ses études à Paris à l'Institut national des jeunes aveugles et au lycée Buffon où il obtient chaque année tous les prix de sa classe. Au Concours général, il remporte deux premiers prix, quatre seconds prix et cinq accessits. Il prépare au lycée Louis-le-Grand le concours de l’École normale supérieure de la rue d'Ulm et est reçu cinquième. Il passe sa licence puis l’agrégation de lettres où il est premier de sa promotion. Il transcrit toute l’œuvre de Montaigne en braille. Pensionnaire de la Fondation Thiers, il y rédige sa thèse de doctorat sur Montaigne. C’est là qu’il rencontre Louise Boutroux, la fille du philosophe Émile Boutroux, alors directeur de la Fondation, laquelle va devenir sa femme.
Pierre Villey se spécialise dans la littérature française du XVIe siècle. Il multiplie les travaux dont le plus célèbre est sans doute son édition annotée des Essais de Montaigne. Il enseigne à Clermont-Ferrand puis à la faculté des lettres de Caen.
Cet érudit réputé est également célèbre pour son dévouement à la cause des déficients visuels. Il publie plusieurs ouvrages sur le monde des aveugles, qui seront traduits dans de nombreuses langues. Il est secrétaire général de l’Association Valentin Haüy (AVH) de 1924 jusqu’à son décès.
Pierre Villey est quatre fois lauréat de l'Académie française : il reçoit en 1909 le prix Marcelin-Guérin pour Les sources et l’évolution des Essais de Montaigne ; en 1921 le prix Saintour pour Les Essais de Michel Montaigne. Les Sources des Essais ; en 1924 le prix Jean-Reynaud pour Les grands écrivains du XVIe siècle ; et en 1933 le prix d’Académie.
Le 24 octobre 1933, l’express Caen-Paris déraille sur le viaduc de Saint-Élier, près de Conches-en-Ouche. Des voitures se décrochent et tombent dans la rivière. Pierre Villey est tué, à l’âge de 54 ans, avec trente-cinq autres voyageurs. Grièvement blessé, il meurt le même jour à l'hôpital d'Évreux.
Il est le père de trois professeurs d’université : Daniel Villey (1910-1968), économiste, Raymond Villey (1913-1999), médecin, et Michel Villey (1914-1988), juriste, et d'un docteur en médecine, Claude Villey (1917-1997), gynécologue obstétricien.
Le nom de l’universitaire a été donné à des rues à Caen et à Paris VIIe (la rue Pierre-Villey), à un collège de Paris (XVIIIe) et à la bibliothèque sonore de Caen.

## Ouvrages
Sur la littérature française du XVIe siècle
- Les sources et l'évolution des Essais de Montaigne, thèse de doctorat d'État, 2 volumes, Paris, 1908 ; tome I : Les sources et la chronologie des Essais ; tome II : L'évolution des Essais ; ouvrage en ligne sur Gallica, prix Marcelin Guérin de l’Académie française en 1909
- Les sources italiennes de la Défense et illustration de la langue française de Joachim du Bellay, 162 p., Librairie Honoré Champion, Paris, 1908
- L'influence de Montaigne sur les idées pédagogiques de Locke et de Rousseau, 270 p., Hachette, Paris, 1911 ; ouvrage en ligne sur Gallica
- Les sources d'idées au XVIe siècle, Plon, Paris, 1912
- Pierre de Ronsard, textes choisis et commentés par Pierre Villey, Plon, Paris, 1914
- Les Essais de Michel de Montaigne, édition conforme au texte de l'exemplaire de Bordeaux, Pierre Villey, directeur de publication, 1914 ; 2004, PUF, Paris, 1 430 p.,  (ISBN 2-13-054397-9)
- Tableau chronologique des publications de Marot, Revue du XVIe siècle, VII, p. 206-234, Paris, 1920
- Lexique de la langue des Essais de Montaigne et index des noms propres, 1933
- Montaigne devant la postérité, 379 p., Boivin, Paris, 1935

Sur les aveugles
- Le monde des aveugles, essai de psychologie, Flammarion, Bibliothèque de philosophie scientifique, Paris, 1914 ; J. Conti, Paris, 1922
- La pédagogie des aveugles, Alcan, Paris, 1922
- L'aveugle dans le monde des voyants, essai de sociologie, Flammarion, Bibliothèque de philosophie scientifique, Paris, 1927
- Maurice de La Sizeranne, aveugle et bienfaiteur des aveugles[4], 122 p., Plon, Paris, 1932.